# Desassossego
Desassossego é um longa-metragem coletivo dirigido por Felipe Bragança e Marina Meliande em 2011. Este filme é construído em torno de um conceito que reúne 10 fragmentos autónomos feitos por cineastas diferentes. As diferentes partes do filme são o resultado da interpretação de cada um dos 14 diretores sobre uma carta de 6 paginas escrita e enviada a eles por Felipe Bragança. Essa carta de desassossego foi escrita em 2007, inspirada por um bilhete encontrado escrito na porta do armário de uma menina de 16 anos no Rio de Janeiro. A carta reúne temas como o amor, a utopia e o apocalipse. O filme tem como objetivo reunir o pensamento cinematográfico de cineastas diferentes que tem que enfrentar as afirmações desta carta.
Desassossego é o último filme da trilogia Coração no Fogo, dirigido por Marina Meliande e Felipe Bragança, incluindo A Fuga da Mulher Gorila e A Alegria.
Desassossego não segue uma continuidade narrativa clássica, mas agrupa diferentes quadros espaço-temporais específicos escolhidos por cada um dos directores. No entanto, os diferentes fragmentos do filme produzem micro narrativas autónomas que uma única montagem reúne para formar um conjunto homogêneo e interdependente. A justaposição das diferentes sequências esta na origem de um novo significado especifico para o filme como um todo.
Os fragmentos foram realizados entre 2008 e 2010 no Rio de Janeiro, no Ceará, em São Paulo e em Minas Gerais. A versão de 55 minutos deste filme foi enviada junto com a carta do desassossego para 2010 pessoas no Brasil e no exterior. De acordo com os autores do filme, as repostas poderiam se transformar em um novo filme.

## Produção
O filme combina vários formatos de imagem (como Super-8, VHS, HD e mini-DV), bem como diferentes gêneros (como ficção, documentário e animação), então é articulado em torno dessas diferentes texturas. De fato, como evocou Felipe Bragança em entrevista concedida à revista Cine Esquema Novo em 2011, Desassossego reflete o encontro desses 14 cineastas em torno de um desejo comum de sonhar filmes impossíveis e ir além das diferenciações entre os tipos de imagens criados por cada artista. 
As várias texturas, narrativas e gêneros são encontrados em um trabalho de edição de som e montagem que une e articula essas diferenças. O filme se apresenta como uma tentativa de fazer as várias partes interagirem, respeitando o trabalho de cada um dos cineastas. O objetivo do filme pode ser visto como uma busca para extrair visões diferentes, a fim de criar um discurso único.
O filme foi construído através da ideia de uma carta-filme, o DVD seria acompanhado pela carta original para criar um convite para o público e para outros cineastas oferecerem sua própria interpretação. A presença desta carta é refletida no filme através das palavras de uma atriz assistindo e falando diretamente para a câmera. Esses planos permitem articular e agrupar os diferentes fragmentos, criando assim um senso comum para o filme.
Desassossego não segue as regras clássicas da narração, está ancorado e se desenvolve em torno de uma abordagem experimental. Nesse sentido, cada um dos fragmentos é independente, mas interage entre si para formar um trabalho coletivo. A alternância entre as diferentes sequências não é  delimitada precisamente, não há quebras entre os fragmentos e é através do trabalho de pós-produção que um conjunto homogêneo é criado. 
Os desejos de uma adolescente inspiraram a escrita da carta, elementos que são encontrados de uma maneira única dentro de cada fragmento do filme. Nesse sentido, os temas da infância e adolescência são preponderantes ao longo do filme.
Além da coordenação e da ideia desse filme coletivo, Felipe Bragança também dirigiu um dos fragmentos do filme que acontece na floresta amazônica e que mostra a ligação entre uma menina e um robô, entre o passado e o futuro, e entre a natureza e a modernidade. Esta sequência ficcional alterna entre imagens reais e imagens de animação. A transição entre esses dois regimes de imagem é através de um uso fora de quadro. Isso permite representar a imaginação da infância enquanto experimenta uma nova relação entre imagens inseridas no universo de ficção científica.
Em comparação, o fragmento feito por Karim Aïnouz ocorre nas ruas de Berlim e adota a forma documental. Isso mostra que o mesmo tema pode ser interpretado de maneira bem diferente. Além disso, o filme termina com essas imagens de Berlim sob a neve em rewind. O uso desse efeito traz um lado ficcional para o trabalho documental de Karim Aïnouz.

## Festivais e Prémios
- Janela International de Cinema do Recife 2010
- 40th Rotterdam Film Festival – Bright Future Section (International Premiere)
- II Semana dos realizadores - Rio de Janeiro
- Contemplado pelo Edital Rumos Cinema e Video, do Itau Cultural 2009-2011